# Burszewo
Burszewo (niem. Burschewen, 1938–1945 Prußhöfen) – wieś w Polsce położona w województwie warmińsko-mazurskim, w powiecie mrągowskim, w gminie Sorkwity. W latach 1975–1998 miejscowość administracyjnie należała do województwa olsztyńskiego.
Wieś dawniej zapisywana była jako Falkenhayn (1440 r.), Bruβewen (1449), Pruβöwen (1710), Burschöwen (1710), Burschewen (1785), Pruβhöfen (1938), Burszewo (od 1945 r.).
W obrębie wsi znajduje się dział wodny rozdzielający dorzecza Wisły i Pregoły.

## Historia
Wieś pruska na prawie lennym powstała około 1440 r., pod nazwą Falkenhaym (lub Falkenkaym, końcówka od staropruskiego kaym). W tym czasie dwóch braci Tolkeymirów otrzymało tutaj 44 włóki z obowiązkiem dwóch służb w ciężkiej zbroi. W 1526 r. Jerzy von Mangmeister, starosta z Szestna, sprzedał braciom Tomaszowi i Piotrowi Sokołowskim dobra w Burszewie, liczące 40 włók. W roku 1550 dobra te należały do ośmiu właścicieli: Tomasza Sokołowskiego, Szymona Prusińskiego, Lenarta Prusińskiego, Jana Prusińskiego, Pawała Uszeńskiego, Jana Franca, Marcina Niklasza i Jakuba Ruski. W tym samym roku książę Albrecht potwierdził wymienionym posiadane ziemie na prawie lennym, z obowiązkiem czterech służb zbrojnych. Przywilej księcia zwalniał ich z szarwarku i płużnego w zamian za posługi z końmi i psami w czasie polowania. W tym czasie wieś nosiła nazwę Prusewen (najpewniej od nazwiska trzech Prusińskich). Później nazwa wsi zmieniona została na Burszewo.
W 1737 r. we wsi powstała szkoła. W 1785 r. Burszewo określane jest jako wieś chełmińska z 36 domami. W 1815 r. we wsi były 44 domy i 228 mieszkańców. W 1818 r. do tutejszej szkoły uczęszczało 34 dzieci. W 1838 r. w Burszewie w 33 domach mieszkało 370 osób. Od 1866 r. wieś należała do parafii w Warpunach (wcześniej do Szestna). W 1872 roku oddano do użytku nową dwuklasową szkołą oraz mieszkania dla dwóch nauczycieli. Do szkoły w Burszewie uczęszczały również dzieci z pobliskiej wsi Śpiglówka (Spiegelwalde). W 1925 r. w tutejszej szkole uczyło się 96 uczniów.
W 1935 r. we wsi była dwuklasowa szkoła z 97 dziećmi. W 1938 r. ówczesne władze niemieckie w ramach akcji germanizacyjnej zmieniły urzędową nazwę wsi na Prußhöfen. W 1939 r. we wsi mieszkały 593 osoby. Powierzchnia wsi wynosiła 750 hektarów. Ludność składała się głównie z rolników, których posiadłości wynosiły od 2 do 75 hektarów. We wsi zamieszkiwali również rzemieślnicy: murarze, piekarze, kowale, krawcy, stolarze, szewcy, kołodziej oraz siodlarz. W czasie ofensywy wojsk radzieckich w styczniu 1945 r. we wsi (i okolicy) toczyły się ciężkie walki.
W sierpniu 2012 r. przez wieś przeszła burza z gradobiciem, zniszczone zostały nie tylko zabudowania i samochody, ale i znaczna liczba bocianich gniazd. Bociany zamieszkujące te tereny zostały pozabijane przez grad,

## Zabytki
- Stara kuźnia murowana z podcieniem z połowy XIX w. (istniała jeszcze w 1975 r.)